# Leicester
Pour les articles homonymes, voir Leicester (homonymie).
Leicester /ˈlɛstə(ɹ)/  est une ville d'Angleterre située dans la région des Midlands de l'Est au Royaume-Uni. Administrativement, elle relève d’une autorité locale unique, dite « autorité unitaire », depuis 1997, mais elle reste partie intégrante du comté cérémoniel de Leicestershire, auquel elle a donné son nom.

## Géographie
Leicester est la plus importante ville des Midlands de l'Est, établie sur la Soar, à l'orée de la National Forest. Elle est située à 50 km à l'est de Birmingham, 35 km au nord-est de Coventry et 140 km au nord-ouest de Londres.

## Histoire
L'histoire de la ville remonte à l'âge du fer. Les Romains y établissent le camp fortifié de Ratae Corieltauvorum, en référence à la tribu celte des Corieltauvi qui avait déjà un centre de commerce important sur place. Après l'arrivée des Anglo-Saxons, elle relève du royaume de Mercie et devient le siège d'un évêché au VIIe siècle. Conquise par les Vikings, elle devient l'un des Cinq Bourgs des Midlands, reconquis en 917 par les Anglo-Saxons. Figurant sous le nom Ledecestre dans le Domesday Book, elle perd son statut de cité au XIe siècle. Elle ne le retrouve qu'en 1919, après la croissance importante qui a suivi la révolution industrielle.
En 1107, Robert de Meulan (v. 1046-1118) devenu comte de Leicester y fonde une abbaye.
La ville devint également un grand centre de la bonneterie et de la chaussure.

## Politique et administration
Depuis 1997, Leicester détient une autorité unitaire, le conseil de cité de Leicester. Elle est dirigée par un maire, élu directement depuis 2011, et par un conseil de 54 membres élus pour quatre ans.
| Période    | Période  | Identité      | Étiquette          | Qualité |
| ---------- | -------- | ------------- | ------------------ | ------- |
| 9 mai 2011 | en cours | Peter Soulsby | Parti travailliste |         |

## Population et société
Au recensement de 2011, l'autorité unitaire de Leicester comptait 333 000 habitants, tandis que l'aire urbaine de Leicester en comptait 509 000, faisant d'elle la plus grande agglomération des Midlands de l'Est et la dixième plus grande du Royaume-Uni.

### Diversité ethnique
En termes de diversité ethnique, la ville de Leicester est classée 11e en Angleterre. Selon les estimations de 2006, 58,3 % des résidents sont des Blancs britanniques (un peu moins de 170 000 personnes), 3,7 % d'autres blancs (environ 10 000 personnes), 29,4 % Sud-Asiatiques (quelque 84 000 personnes), 4,6 % noir ou noir britannique (environ 9 000 personnes), 2,6 % mixte (environ 6 000 personnes) et 1,5 % chinois ou d'autres groupes ethniques (plus de 2 000 personnes). Parmi certains groupes émergents figurent les Polonais qui sont maintenant au nombre de 30 000 dans la ville.

### Religions
Le christianisme est la religion prédominante à Leicester. Il y a aussi environ 41 000 hindous, 31 000 musulmans, et 12 000 sikhs. Il y a trois synagogues actives dans la ville, une progressiste, une orthodoxe et une messianique. La ville compte trente six mosquées, des dizaines de temples hindous et sikhs, des lieux de culte bouddhistes, jaïns, baha’i ainsi que des églises anglicanes, protestantes et catholiques.
En 2022, la ville est en proie à des tensions à partir de mai puis en septembre à des violences entre communautés musulmane et hindoue. Des centaines de jeunes hommes envahissent les rues à dominante hindoue, « menaçants, souvent masqués », certains étant armés de couteaux. Des échauffourées ont lieu conduisant à quarante-sept arrestations. Selon le magazine Marianne, la victoire de l'Inde sur le Pakistan lors d'un match de cricket à Dubaï, serait à l'origine de ces débordements et aurait ravivé les tensions entre ces deux communautés.

#### Islam
Selon Alexandre Del Valle, la Fondation islamique de Leicester « est liée au parti pakistanais islamiste radical Jamaat-e-Islami ». Selon Gilles Kepel, l’Institut lié aux réseaux mawdudistes promeut « l'ordre social islamique au Royaume-Uni ». Selon Caroline Fourest, la fondation a créé le « Markfield Institute of Higher Education (en) », un institut de formation sur l'islam, récompensé par Charles de Galles pour son effort dans la diffusion de la culture religieuse ; l'institut a également accueilli Tariq Ramadan et lui a donné une bourse, tandis que celui-ci écrivait Être musulman européen.

## Environnement
Leicester est la première ville anglaise à avoir bénéficié d'une étude détaillée de ses puits de carbone (publiée en 2011).
Cette étude a montré que la flore de la ville y stocke 231 521 tonnes de carbone (3,16 kg/m2 en moyenne). Les jardins privés en stockent plus que le milieu rural agricole (environ 0,76 kg, soit un peu plus qu’une prairie anglaise (0,14 kg/m2).
Ce sont cependant surtout les grands arbres urbains qui constituent le principal puits de carbone (stockant plus de 97 % de la quantité totale de carbone de la biomasse végétale totale urbaine), avec en moyenne 28,86 kg/m2 pour les espaces verts publics boisés (rares à Leicester où les espaces verts sont surtout engazonnés et pauvres en arbres. Si 10 % de ces gazons étaient plantés d’arbres le stockage de carbone de la ville augmenterait de 12 % font remarquer les chercheurs qui ajoutent que les estimations existantes au Royaume-Uni avaient sous estimé l'ordre de grandeur de l’importance de ce stock urbain de carbone.

## Économie
La ville comporte plusieurs usines textiles qui emploient des milliers de travailleurs. Les salaires de ces derniers ne s'élèveraient en moyenne qu'à environ 3,50 livres sterling l’heure, soit un montant bien inférieur au minimum légal (8,72 livres sterling pour les salariés âgés de 25 ans et plus). En outre, les conditions de travail auraient favorisé la propagation du coronavirus en 2020. Les autorités britanniques annoncent l'ouverture durant l'été 2020 d'une enquête pour esclavage moderne contre l'entreprise Boohoo après que le Financial Times a rapporté les mauvaises conditions de travail dans les usines de la ville.

## Culture et patrimoine

### Monuments[16]
- The Jewry Wall (ruines romaines)
- La cathédrale Saint-Martin où est enterré le roi Richard III
- The National Space Centre (Musée de l'astronautique et de l'astronomie)
- L'église Sainte-Marguerite
- le Guildhall, siège de la municipalité
- L'église Sainte-Marie de Castro
- The City Rooms, premier hôtel de Leicester
- L'Arche du souvenir, dans le parc Victoria (en)

## Activités et loisirs

### Sports
La ville de Leicester a été élue Meilleure ville sportive du Royaume-Uni 2016 notamment grâce au sacre de champion d'Angleterre du Leicester City FC et au parcours jusqu'en demi-finale des Leicester Tigers en coupe d'Europe de rugby à XV lors de cette même année.

#### Équipes
- Leicester Tigers, club de rugby à XV local, évoluant en Premiership (première division anglaise), double vainqueur de la Coupe d'Europe et plusieurs fois vainqueur du championnat national.
- Leicester City Football Club, club de football local, évoluant en Premier League (première division anglaise) depuis la saison 2014-2015. Le club est sacré champion d'Angleterre lors de la saison 2015-2016 à la surprise générale.
- La ville a accueilli les championnats du monde de cyclisme sur route et sur piste en 1970.
- La ville accueille le Grand Prix mondial de snooker en 2024.

#### Infrastructures
Parmi les infrastructures principales de la ville, on compte :
- Le King Power Stadium dans lequel les Renards jouent leurs matchs à domicile depuis 2002[18] et qui à accueilli quelques matchs des Tigers ainsi que trois confrontations de la coupe du monde de rugby à XV en 2015.
- Le Welford Road Stadium, stade résident du Leicester Football Club et plus grand stade de Rugby d'un club en Angleterre (Twickenham est uniquement destiné à l'équipe nationale).

## Transport
- voir gare de Leicester

## Jumelages
- Strasbourg (France) depuis 1960
- Chongqing (Chine)
- Krefeld (Allemagne) depuis le 14 mai 1969
- Rajkot (Inde)
- Masaya (Nicaragua)
- Haskovo (Bulgarie)
- Naples (Italie) depuis 2001
- Oran (Algérie) depuis 2001

## Personnages célèbres
- Richard Attenborough   acteur et réalisateur britannique ;
- Graham Chapman, acteur, parolier et scénariste britannique, membre des Monty Python y naquit ;
- Roger Chapman, chanteur des groupes Family, Streetwalkers ;
- John Deacon, bassiste du groupe de rock Queen y a vécu et a fondé le groupe Art ;
- Stephen Frears, réalisateur britannique ;
- Emile Heskey, footballeur anglais ;
- Engelbert Humperdinck, chanteur pop ;
- William Inman, fondateur de la Inman Line, né à Leicester ;
- Gary Lineker, footballeur et présentateur télé ;
- Jon Lord, claviériste du groupe Deep Purple ;
- Aaron Matts, chanteur de Betraying The Martyrs ;
- Tom Meighan, chanteur du groupe Kasabian ;
- Joseph Merrick, Elephant Man ;
- Simon V de Montfort, 6e comte de Leicester ;
- Parminder Nagra, actrice britannique ;
- Joe Orton, dramaturge ;
- Sergio Pizzorno, guitariste du groupe Kasabian ;
- Mark Selby, joueur de snooker anglais ;
- Sandip Verma, est fait baronne de la ville en 2006 ;
- Simon Woolley, homme politique britannique.

## Galerie

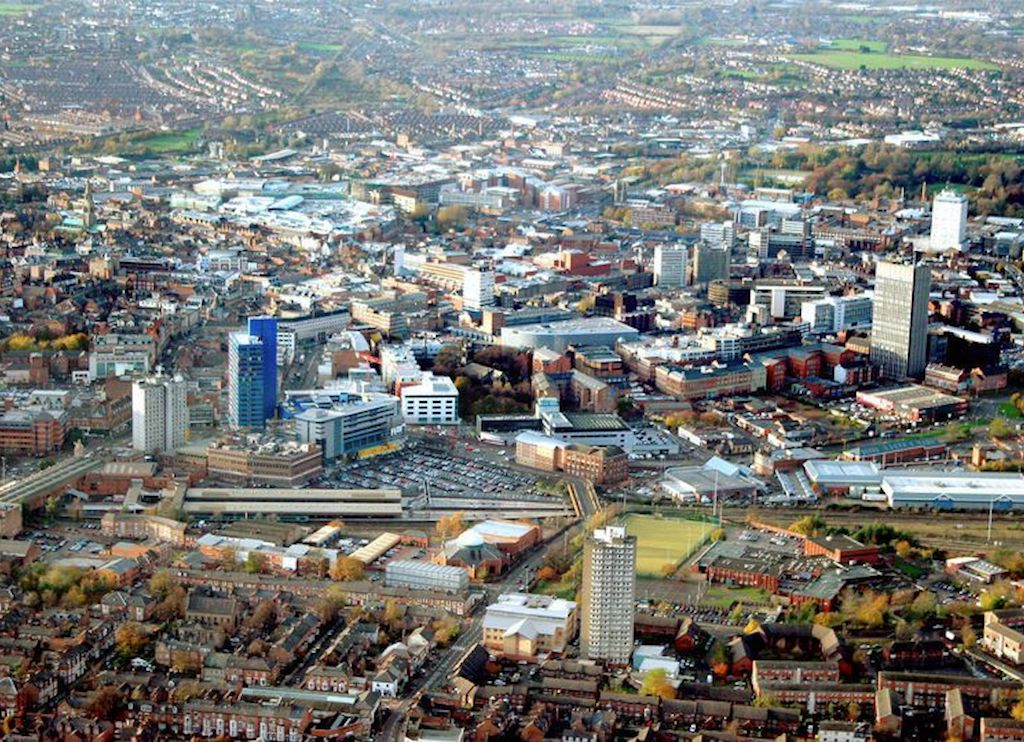
Vue aérienne sur le centre-ville
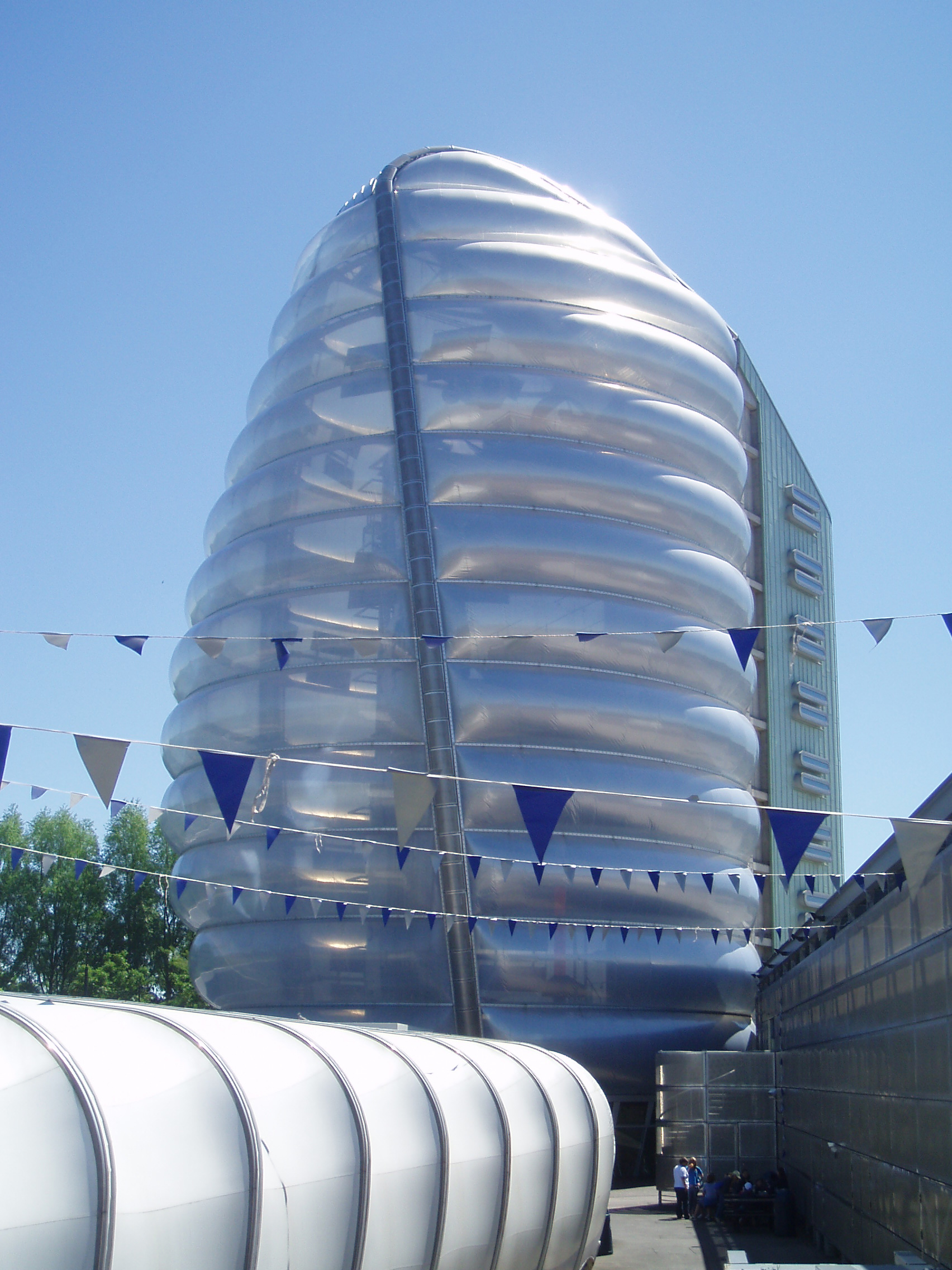
National Space Center
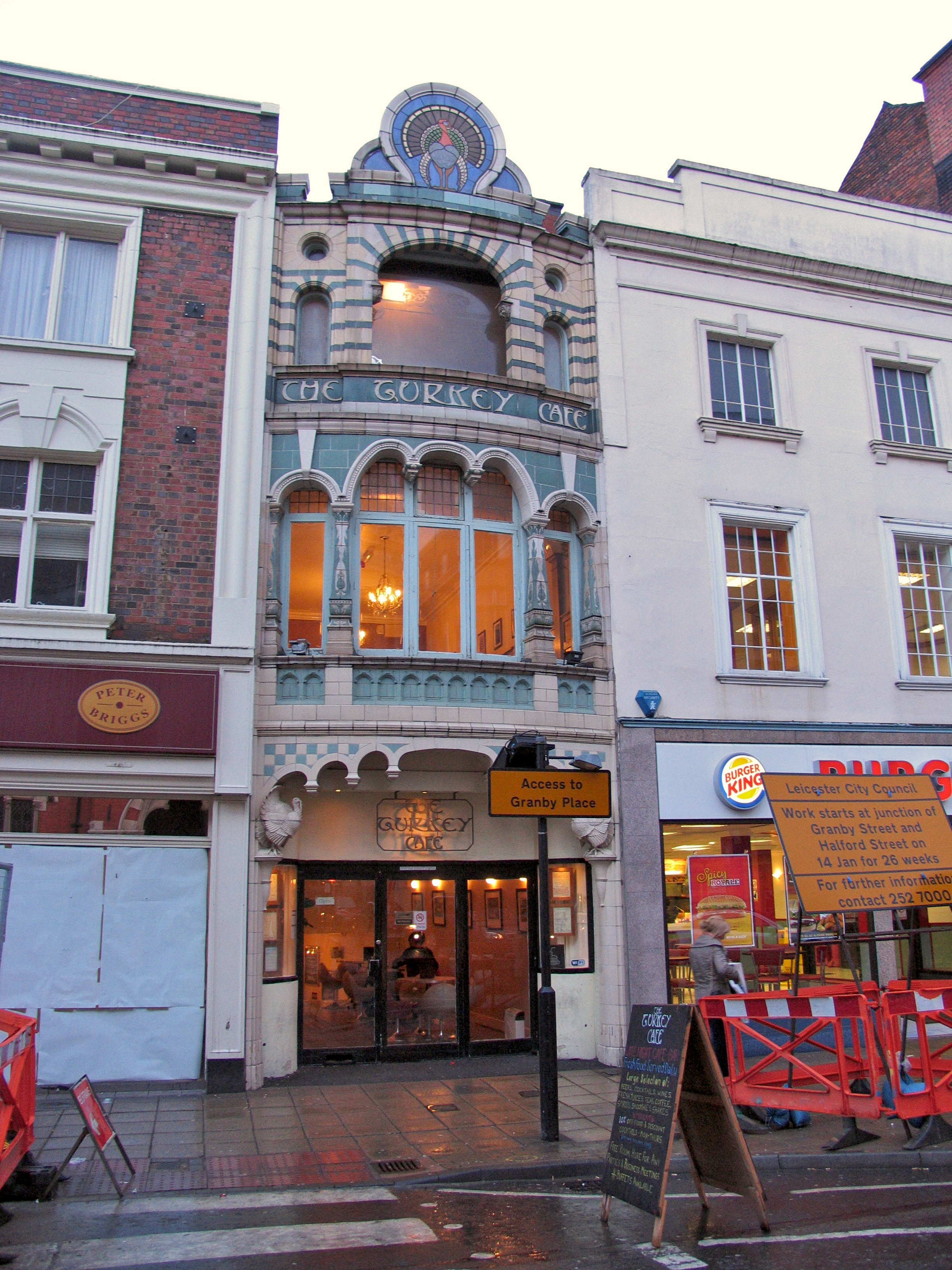
Bâtiment Art nouveau
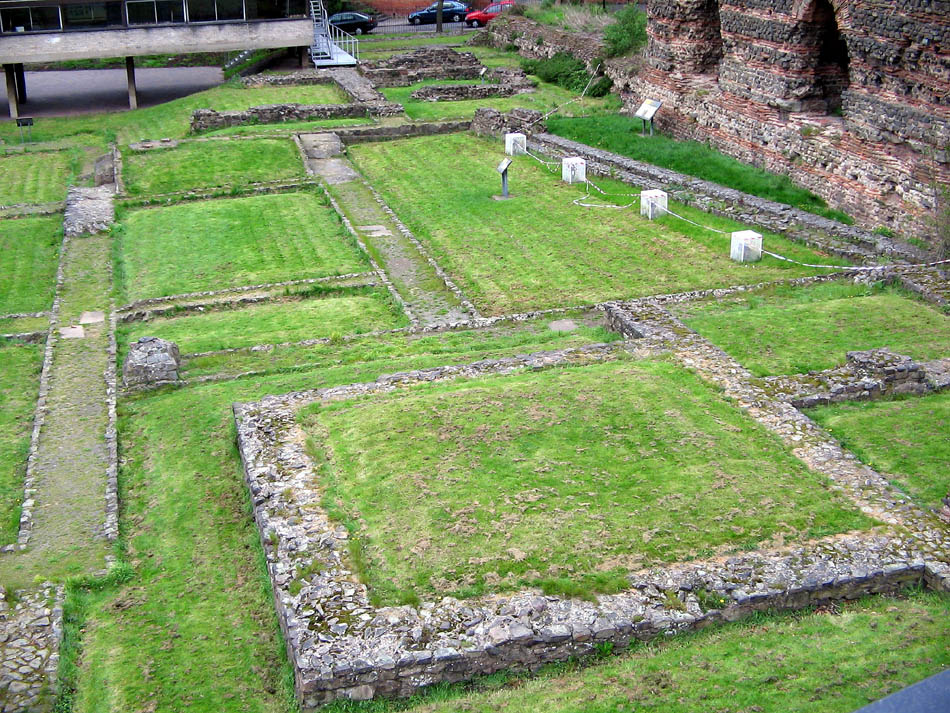
Anciens thermes romains
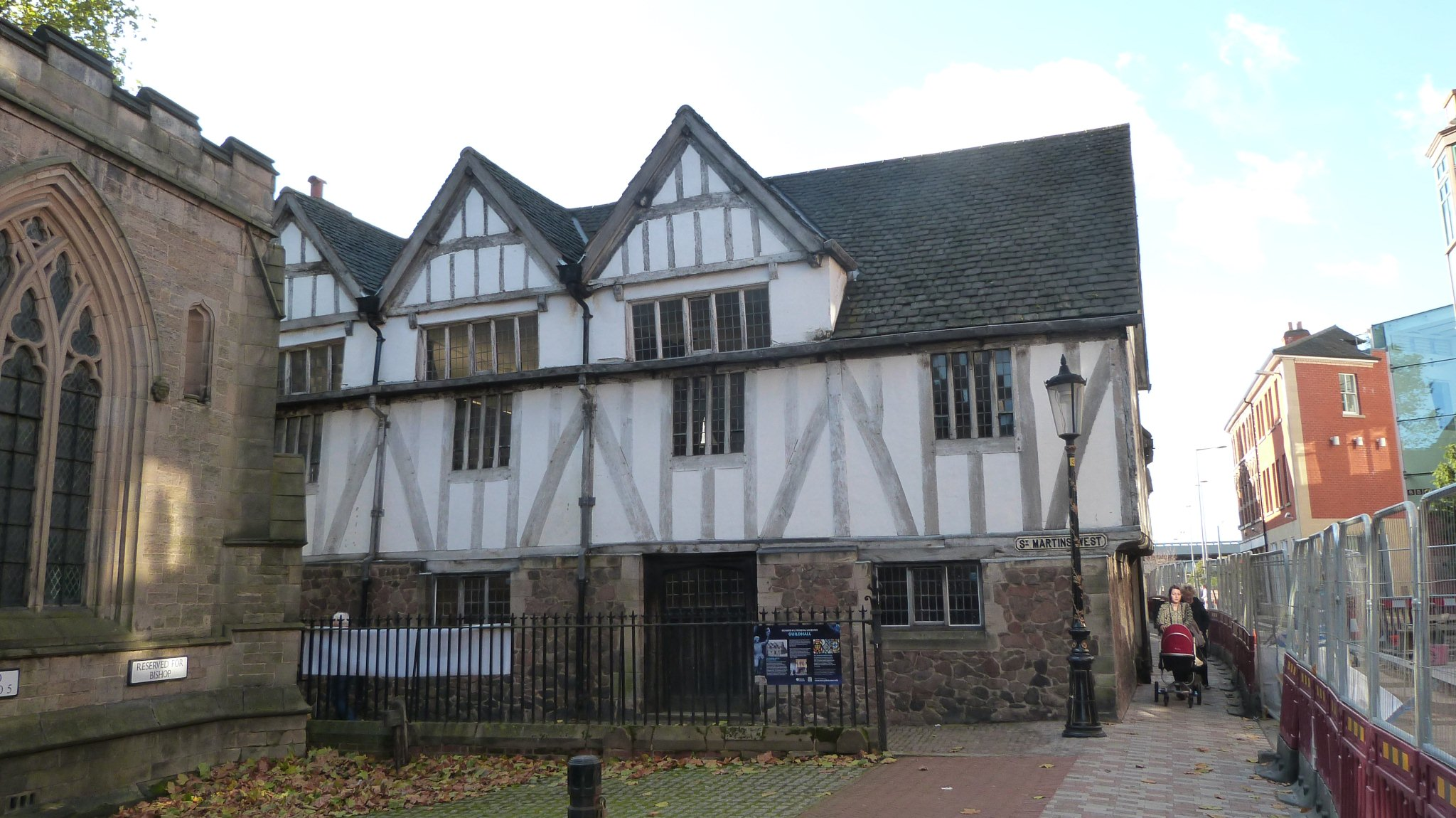
L'un des hôtels de ville en colombage les mieux préservés du Royaume-Uni